# Hemictenius danilevskyi
Hemictenius danilevskyi är en skalbaggsart som beskrevs av Gusakov 2008. Hemictenius danilevskyi ingår i släktet Hemictenius och familjen Melolonthidae. Inga underarter finns listade i Catalogue of Life.